# Good Day (Iann Dior)
Good Day è un singolo del rapper statunitense Iann Dior, pubblicato il 24 gennaio 2020.

## Tracce
1. Good Day – 1:56